# Itsukushima (Schiff, 1929)
Die Itsukushima (japanisch 厳島) war ein Minenleger/Netzleger der Kaiserlich Japanischen Marine, der Ende der 1920er Jahre gebaut wurde und im Zweiten Weltkrieg zum Einsatz kam.

## Geschichte

### Entwicklungsgeschichte
Im Rahmen des Haushaltsplans für das Jahr 1923 wurden der japanischen Marine Mittel zur Ergänzung ihres alternden Bestandes an Minenlegern genehmigt. Dieser bestand zu diesem Zeitpunkt aus der Katsuriki und den beiden ehemaligen Panzerkreuzern Aso und Tokiwa. Die Marine entwickelte daraufhin einen großen Entwurf H-1 (die spätere Itsukushima – mit rund 2000 Tonnen Verdrängung und Dieselantrieb), und einen kleinen Entwurf H-2 (die spätere Shirataka – mit rund 1500 Tonnen Verdrängung und Turbinenantrieb), welche die während des Ersten Weltkriegs gewonnenen Betriebserfahrungen widerspiegeln sollten.

### Bau
Der Bauauftrag für die spätere Itsukushima wurde an die Werft Uraga Dock in Uraga vergeben. Diese legte den Rumpf am 2. Februar 1928 auf Kiel und der Stapellauf erfolgte am 22. Mai 1929. Die Indienststellung erfolgte am 26. Dezember 1929 unter dem Kommando von Kaigun-taisa (Kapitän zur See) Koyama Taiji, welcher bereits seit dem 1. Mai 1929 als sogenannter Oberster Ausrüstungsoffizier (jap. 艤装員長, gisō inchō) mit der Baubelehrung beauftragt gewesen war.

### Einsatzgeschichte
Nach Indienststellung wurde die Itsukushima dem Marine-Distrikt Yokusuka zugewiesen und als Ausbildungsschiff genutzt. Es folgten einige Fahrten in den südlichen Pazifik und zur Ogasawara-Inselgruppe.
Im September 1935, während der Manöver der Kombinierten Flotte im nordwestlichen Pazifik, war das Schiff der 4. Flotte zugeteilt und am Zwischenfall der 4. Flotte beteiligt. Bei diesem Zwischenfall geriet dieser Flottenverband in einen Taifun, in welchem zwei Zerstörern der Fubuki-Klasse der Bug abgerissen wurde und weitere Schiffe, wie die Kreuzer Myōkō und Mogami, ernsthafte Schäden erlitten. Die Itsukushima wurde so schwer beschädigt, dass sie einem konstruktiven Totalverlust nahekam und die Reparaturen waren so umfangreich, dass sie fast einen vollständigen Neubau darstellten. Nach Instandsetzung Ende 1936 wurde das Schiff unter wechselnden Unterstellungen im Bereich der chinesischen Küste für Patrouillen eingesetzt und ab Ende 1938 in den Reservestatus versetzt und in Yokosuka aufgelegt.
Am 15. November 1940 wurde die Itsukushima reaktiviert und für Patrouillen und zur Ausbildung der eigenen Besatzung vor der chinesischen Küste eingesetzt. Ab April 1941 der 3. Flotte zugeteilt und in Palau stationiert, wurde der Minenleger nach Kriegsbeginn im Dezember 1941 zur Verminung der San-Bernardino-Straße verwendet. Im Laufe des Jahres 1942 wurde das Schiff zur Unterstützung verschiedener Landungen im südostasiatischen Raum (Tarakan, Balikpapan, Java) eingesetzt. Von Anfang 1943 bis November 1943 war die Itsukushima in Palau stationiert und dann der 4. Flotte unterstellt und wurde danach nach Ambon verlegt.
Ab Anfang 1944 war das Schiff mit der Sicherung von Konvois zwischen Ambon, Surabaya und der Insel Halmahera beauftragt. Es erfolgte am 6. Mai ein erfolgloser Angriff durch das amerikanische U-Boot USS Bonefish in der Celebessee und am 31. Mai ein Einsatz zur Versorgung bzw. Verstärkung der japanischen Kräfte auf Biak (Schlacht um Biak). Am 24. August 1944 wurde die Itsukushima bei der Sicherung eines Konvois nach Celebes durch B-25 Bomber der 345. Bombergruppe der amerikanischen Heeresluftwaffe in der Lembeh-Straße angegriffen. Dabei erlitt das Schiff Schäden durch Bombennahtreffer, welche zur Überflutung des Maschinenraums und damit zum Ausfall der Antriebsanlage führten, woraufhin der Minenleger Wakataka in Bitung angewiesen wurde, Hilfe zu leisten.

### Untergang
Am 17. Oktober 1944 wurde die Itsukushima im Schlepp der Wakataka, östlich von Bawean in der Javasee, auf dem Weg nach Surabaya, durch das niederländische U-Boot Zwaardvisch ausgemacht. Das U-Boot unter dem Kommando von Luitenant ter zee der 1ste klasse Hendrikus Abraham Waldemar Goossens feuerte daraufhin drei Torpedos auf die Itsukushima ab, wovon ein Torpedo traf und den Minenleger bei 5° 26′ S, 113° 48′ O versenkte.
Die Itsukushima wurde am 10. Januar 1945 aus der Flottenliste der Schiffe der Kaiserlichen Marine gestrichen.

### Wrack
Das Wrack wurde am 15. Dezember 2002 von einer Gruppe von Sporttauchern von der Empress entdeckt. Es besteht aus zwei Teilen, die an der Stelle, an der der Torpedo einschlug, sauber abgetrennt wurden. Der vordere Teil liegt Kiel oben etwa 350 bis 400 Meter vom Heck entfernt, welches aufrecht und relativ intakt ist.

## Name

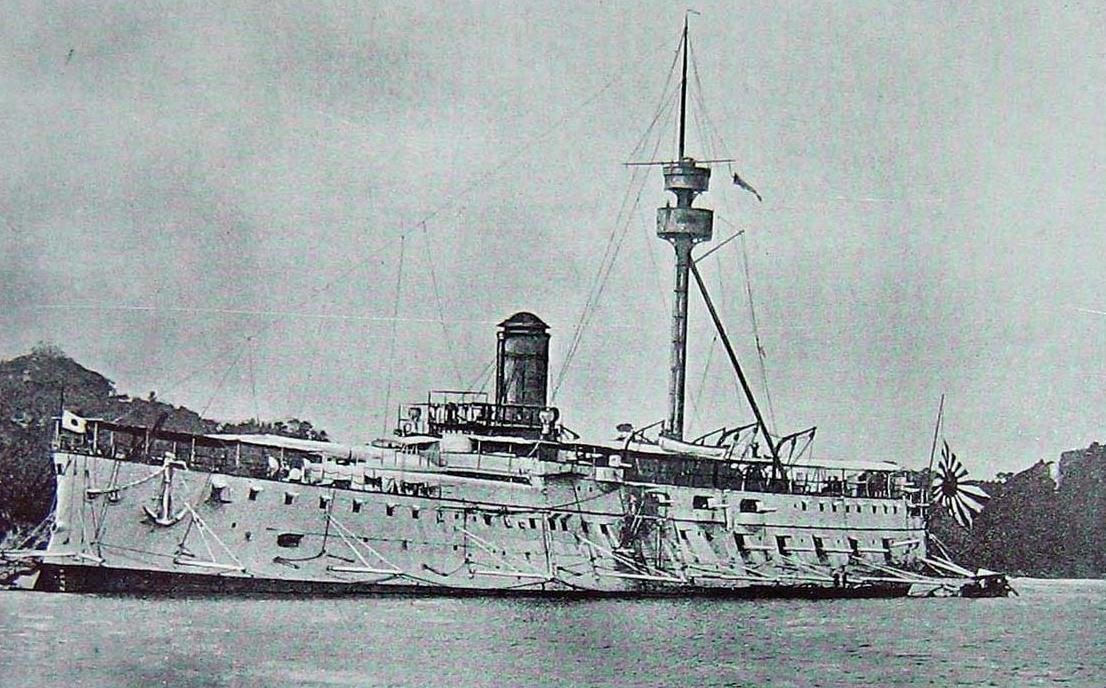
Die Namensvorgängerin, hier im Jahr 1893 oder 1894.

Die Itsukushima (厳島) ist nach dem Geschützten Kreuzer gleichen Namens – welche von September 1891 bis März 1926 in Dienst stand – das zweite Kriegsschiff einer japanischen Marine, welches diesen Namen trägt. Benannt nach der Insel Itsukushima in der Seto-Inlandsee, welche über einem berühmten Shintō-Schrein (Itsukushima-Schrein) verfügt.

## Technische Beschreibung

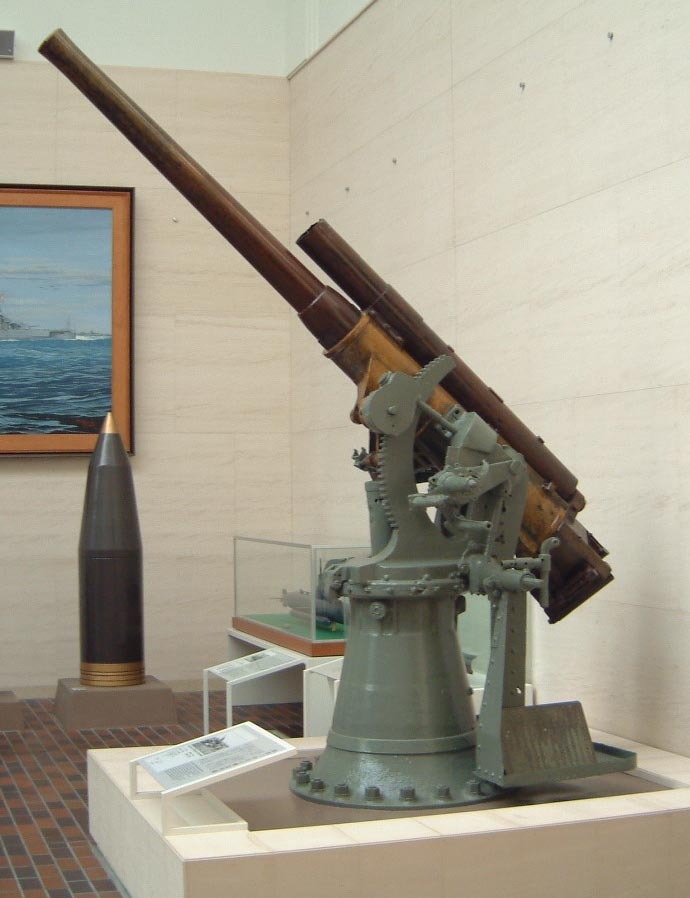
7,62-cm-Geschütz Typ 3, ausgestellt im Museum des Yasukuni-Schreins.

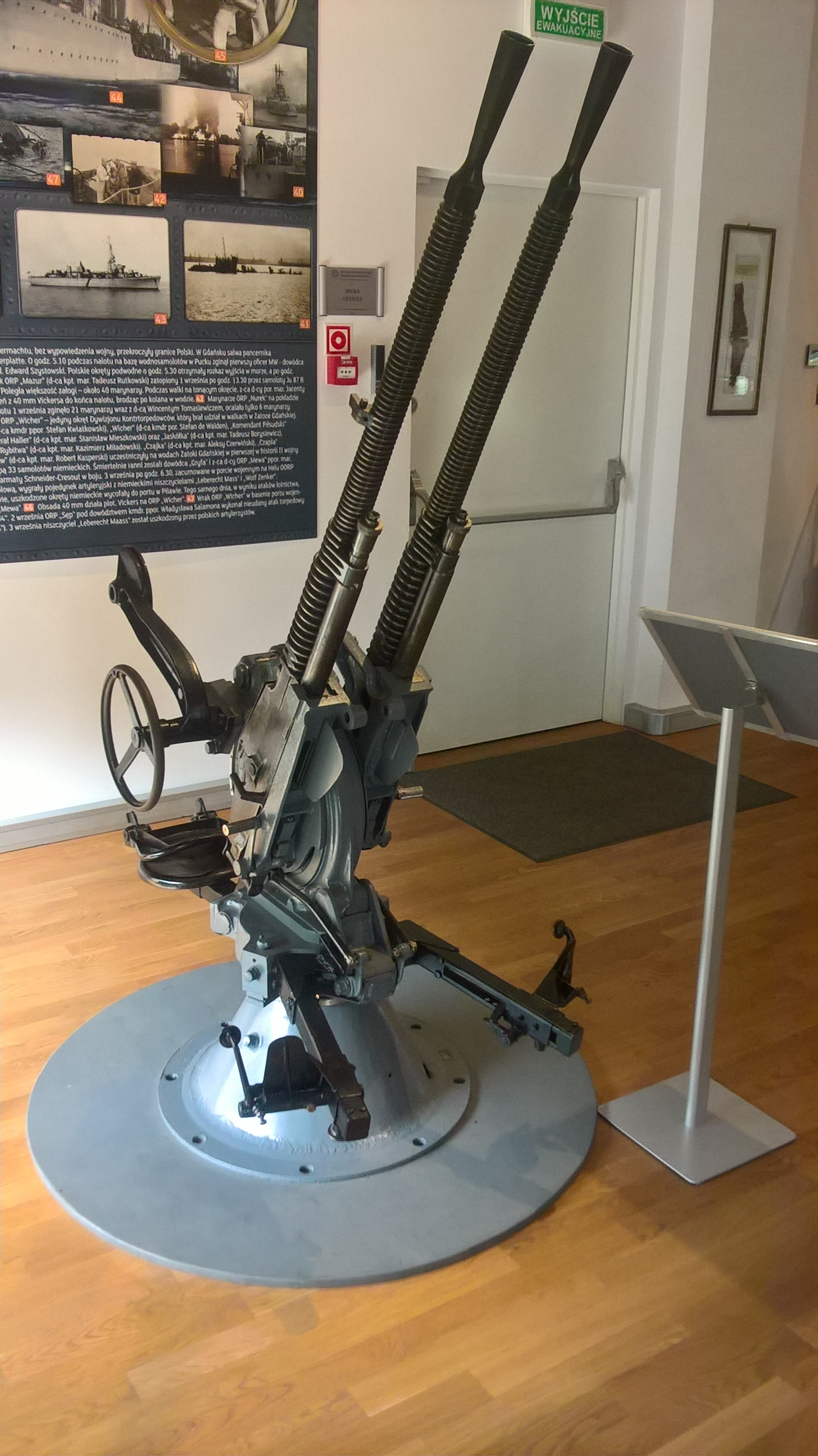
Polnisches wz.30 Flugabwehr-MG in Zwillingslafette, ähnlich wie es später auf der Itsukushima eingesetzt wurde.

### Rumpf
Der Rumpf der Itsukushima war 104 Meter lang, 11,83 Meter breit und hatte bei einer Einsatzverdrängung von 2.447 Tonnen einen Tiefgang von 3,22 Metern.

### Antrieb
Der Antrieb erfolgte durch drei 4-Zylinder-Dieselmotoren von MAN. Diese gaben ihre Leistung an drei Wellen mit je einer Schraube ab. Die Höchstgeschwindigkeit betrug 17 Knoten (31 km/h). Es konnten 300 t Dieselkraftstoff gebunkert werden, was zu einer maximalen Fahrstrecke von 5.000 Seemeilen (9.260 km) bei 10 Knoten führte.

### Bewaffnung

#### Artillerie
Bei Indienststellung bestand die Artilleriebewaffnung aus drei 14-cm-Geschützen mit Kaliberlänge 50 des Typ 3. Diese konnten eine 38 Kilogramm schwere Granate bis zu 15,8 Kilometer weit schießen und waren in drei Einzellafetten verbaut. Diese Mittelpivotlafetten verfügten über einfache Schilde, welche dem Splitterschutz dienten, und hatten ein Gewicht von 21 Tonnen. Die Seiten- und Höhenrichtgeschwindigkeit betrug 8° die Sekunde, der Höhenrichtbereich −7° bis +20° und der Seitenrichtbereich +150° bis −150°. Sie waren in der Mittschiffslinie, eines auf einem Deckshaus vor dem Brückenaufbau und zwei auf dem Achterdeck jeweils vor und hinter dem achteren Mast, aufgestellt.

#### Flugabwehr
Zur Indienststellung bestand die Flugabwehrbewaffnung aus zwei 7,62-cm-Geschützen Typ 3 beiderseits des Brückenmastes. Diese wurde im Jahr 1938 bei einer leichten Modernisierung durch vier 13,2-mm-Maschinengewehre des Typ 93 in Zwillingslafette ersetzt.
Bedingt durch die starken alliierten Luftstreitkräfte während des Pazifikkrieges kam es zu einer weiteren Verstärkung der Flugabwehrbewaffnung. Diese bestand beim Untergang der Itsukushima aus sechs 13,2-mm Maschinengewehren des Typ 93 und drei 2,5-cm-Maschinenkanonen des Typ 96.

#### Minenlegeausrüstung
Zum Minenlegen waren Minenlegeschienen an Oberdeck und weitere in einem speziellen Lagerraum im Heck vorhanden, wobei die Minen aus diesem Lagerraum durch Minenschächte im Achterschiff (Spiegelheck) ausgelegt wurden. Die Transportkapazität betrug bis zu 300–400 Seeminen des Typ 5.

#### U-Jagdausrüstung
Zur U-Jagd verfügte das Schiff über zwei Wasserbombenwerfer.

## Besatzung
Die Besatzung der Itsukushima hatte eine Stärke von 235 Offizieren, Unteroffizieren und Mannschaften. Üblicherweise befehligte ein Stabsoffizier im Rang eines Kaigun-taisa (Kapitäns zur See) das Schiff.

### Liste der Kommandanten
| Nr. | Name                                            | Beginn der Amtszeit | Ende der Amtszeit  | Bemerkungen                                   |
| --- | ----------------------------------------------- | ------------------- | ------------------ | --------------------------------------------- |
| 1.  | Kapitän zur See Koyama Taiji                    | 26. Dezember 1929   | 1. Dezember 1930   | seit 1. Mai 1929 mit der Baubelehrung betraut |
| 2.  | Kapitän zur See Komatsu Teruhisa                | 1. Dezember 1930    | 14. November 1931  |                                               |
| 3.  | Kapitän zur See Sonoda Shigeru                  | 14. November 1931   | 1. Dezember 1932   |                                               |
| 4.  | Kapitän zur See Nakamura Toshihisa              | 1. Dezember 1932    | 25. Mai 1933       |                                               |
| 5.  | Kapitän zur See Horiuchi Shigenori              | 25. Mai 1933        | 15. November 1933  |                                               |
| 6.  | Kapitän zur See Kaneko Toyokichi                | 15. November 1933   | 22. Oktober 1934   |                                               |
| 7.  | Fregattenkapitän Endo Masaru                    | 22. Oktober 1934    | 15. November 1936  |                                               |
| 8.  | Fregattenkapitän Prinz Fushimi Hiroyoshi        | 15. November 1936   | 1. Dezember 1937   |                                               |
| 9.  | Kapitän zur See Ishikawa Shingo                 | 1. Dezember 1937    | 30. Januar 1938    |                                               |
| 10. | Kapitän zur See Ichimiya Yoshiyuki              | 30. Januar 1938     | 22. Juli 1938      |                                               |
| 11. | Kapitän zur See Takama Tamotsu                  | 22. Juli 1938       | 15. Dezember 1938  |                                               |
| 12. | Kapitän zur See Mori Tomoichi                   | 15. Dezember 1938   | 10. Dezember 1939  |                                               |
| 13. | Kapitän zur See Takahashi Ichimatsu             | 10. Dezember 1939   | 15. November 1940  |                                               |
| 14. | Kapitän zur See Kawara Katsumi                  | 15. November 1940   | 10. September 1941 |                                               |
| 15. | Fregattenkapitän/Kapitän zur See Morikawa Matao | 10. September 1941  | 1. Juni 1942       |                                               |
| 16. | Fregattenkapitän Yanagawa Masao                 | 1. Juni 1942        | 1. Juni 1944       |                                               |
| 17. | Kapitän zur See Ōishi Shin’ichi                 | 1. Juni 1944        | 7. Oktober 1944    |                                               |